# ميغيل كورييل
ميغيل كورييل (بالإسبانية: Miguel Curiel) هو مدرب كرة قدم ولاعب كرة قدم بيروفي في مركز الهجوم، ولد في 23 مارس 1988 في ليما في بيرو. لعب مع أليانزا ليما وسبورت بويز ونادي أكويلا ونادي فيروفياريا ونادي يونيفرسيتاريو.

## وصلات خارجية
- ميغيل كورييل على موقع قاعدة بيانات كرة القدم.إي يو (الإنجليزية)
- ميغيل كورييل على موقع Soccerway.com (الإنجليزية)